# Felipe Vidal
Luis Felipe Vidal Cuevas (Santiago, 20 de septiembre de 1970) es un periodista y presentador de televisión chileno. Ha trabajado en radio y en televisión, siendo panelista de programas como Así somos y conductor de noticias en La Red en el informativo Telediario interactivo. Además es profesor de periodismo en la Universidad Finis Terrae.

## Familia y estudios
Realizó sus estudios primarios y secundarios en el Instituto Nacional José Miguel Carrera de Santiago y luego cursó los superiores en la carrera de periodismo en la Universidad Finis Terrae.
Está casado desde 1999, con Trinidad Fresno Montes, con quien es padre de cuatro hijos: Elisa, Crescente, Jerónimo y Lucía. En 2024 Vidal anunció que él y su esposa habían decidido separarse ese mismo año, luego de 25 años de vida conyugal en común.

## Vida profesional
Su carrera profesional la inició entre fines de 1993 e inicios de 1994 cuando al egresar de la carrera de Periodismo en la Universidad Finis Terrae, ingresó a trabajar al Departamento de Prensa de la Radio Portales de Santiago a realizar su práctica profesional.
Tiempo más tarde, en abril de 1995, la ex periodista de TVN Pamela Morales Atala, quien es esposa del periodista deportivo Oscar Hormazábal, lo invita a ser parte del informativo Punto del canal La Red, donde ingresa como reportero. Es ahí donde se haría amigo de un colega con vasta trayectoria: Fernando Paulsen.
Sería este último quien se lo llevaría al programa periodístico matinal de Radio Zero en abril de 1996, debido al cierre del departamento de Prensa de La Red, estación que por aquel entonces arrojaba problemas económicos debido a sus constantes cambios de administración y propiedad:

— Paulsen: «Oye, sabes que? Esta huevá se acaba, ¿Te quieres ir conmigo a la Radio Zero? Porque yo se que tu trabajaste en radio y me gustaría que fuese mi editor en la Radio Zero, ¿te vas conmigo si o no?»

— Vidal: «Ya pues, ningún problema».
Fernando Paulsen y Felipe Vidal, al conocer el fin del informativo Punto Central, abril 1996

Sería en 1997 el inicio del éxito de su trayectoria, pues en ese año retorna a La Red para trabajar como periodista del programa Revolviéndola, conducido por Rafael Araneda, con quien se reencontraría luego de haber sido compañeros en la Universidad Finis Terrae y a la vez formando ambos una amistad, también cumplió la labor de conductor del noticiero ciudadano Ciudad Desnuda (1998), junto a la esposa de este, Marcela Vacarezza.
Ese mismo año, tras la reapertura del Departamento de Prensa del canal, bajo la dirección de Nicolás Quesille, se hace cargo de la conducción del informativo Hechos entre marzo y agosto de 1999, en su edición de mediodía, compartiendo y conformando equipo junto a otros periodistas como Silvia Carrasco y Juan José Lavín.
La Red en aquella fecha cambiaría de nombre e imagen corporativa, pasando a llamarse, durante una década Red Televisión como nombre de fantasía y el Departamento de Prensa del canal pasaba a ser dirigido por la ex periodista de Canal 13, María Isabel Matte y es por eso que Vidal pasa también a presentar el informativo Telediario, en su edición de cierre, aquí compartiría trabajo con grandes comunicadores como el periodista Santiago del Campo, exconductor del programa de reportajes Aquí en vivo de Mega y el locutor Javier Miranda, quien había sido despedido de Canal 13, luego de 30 años en dicha cadena. Estuvo los casi 11 años de este informativo como rostro ancla entre agosto de 2002 y febrero de 2010.
En octubre de 2005 funda junto al animador Juan Carlos "Pollo" Valdivia, el programa de trasnoche Así somos, donde estaría casi 10 años como panelista estable. Ya el año anterior, Valdivia junto a su esposa Claudia Conserva, lo habían invitado a formar parte del panel del matinal Pollo en Conserva para comentar las noticias y hacer la ya clásica lectura de periódicos de la Región Metropolitana.
También hizo una excelente dupla junto a la periodista Mónica Esquivel entre enero de 2008 y abril de 2009 haciendo un espacio de debate político llamado Hoy en Red TV (luego Hoy en La Red), programa que tenía una línea muy similar a la de otros espacios periodísticos como El termómetro y Tolerancia cero. 
El 26 de febrero de 2010 le tocó despedir la última edición de Telediario Interactivo, informativo que, en un hecho histórico para la estación La Red estaba siendo transmitido vía satélite desde Viña del Mar con motivo del Festival Internacional de la Canción de aquel año.

Telediario Interactivo se despide de ustedes también, hasta una nueva oportunidad, ojalá, sea pronto, por supuesto los desafíos siguen en La Red, un receso, pero, como le decíamos, pronto, las noticias en La Red van a estar otra vez en su pantalla. Un abrazo muy grande y muchas gracias por haber sido siempre fieles con Telediario Interactivo, que estén muy bien, ¡buenas tardes!
Felipe Vidal al despedir la última edición del noticiero, Viña del Mar, 26 de febrero de 2010.

Tras meses de espera y el despido de la directora de Prensa y Relaciones Públicas María Isabel Matte, en noviembre de 2010 el canal vuelve a abrir el área y le sugiere al profesional asumir como jefe, aceptando inmediatamente y a la vez haciéndose cargo de la conducción de unos boletines bautizados con el nombre del primer noticiero de la estación: Noticias en La Red. Meses más tarde acompaña en la conducción a la también periodista Beatriz Sánchez en el remozado informativo del canal, llamado Hora 20.
El 30 de abril de 2015 y luego de 20 años en La Red, Vidal fue despedido tras los problemas económicos por los cuales la empresa administradora de la estación atravesaba, por lo que el departamento de prensa vuelve a cerrarse.
Entre 2010 y 2013 también fue conductor del programa Protagonistas de la Actualidad en la antigua Radio Oasis, y a inicios de 2014 retornó a Radio El Conquistador FM (emisora donde ya había trabajado entre 2007 y 2009) para conducir el espacio vespertino No somos Nada junto a la también periodista Carla Martínez.
En julio de 2015 firma por Chilevisión para trabajar como panelista en el matinal La mañana de dicho canal, donde también condujo otros programas como La noche es nuestra (2018-2019) y Viva la pipol (2019), junto a Pamela Díaz y Jean Philippe Cretton.
En febrero de 2020 se integra a Bienvenidos de Canal 13 como panelista y además participó en el programa Bailando por un sueño.

### Programas de televisión
| Año                        | Programa                       | Rol                    | Canal       |
| -------------------------- | ------------------------------ | ---------------------- | ----------- |
| 1995-1996                  | Punto                          | Reportero              | La Red      |
| 1998                       | Ciudad Desnuda                 | Presentador            | La Red      |
| 1998-1999                  | Hechos                         | Presentador            | La Red      |
| 1999-2010                  | Telediario                     | Presentador            | La Red      |
| 2005-2006, 2007, 2009-2015 | Así somos                      | Panelista              | La Red      |
| 2009-2011                  | Pollo en conserva              | Panelista              | La Red      |
| 2010-2012                  | Noticias en La Red             | Presentador            | La Red      |
| 2011-2015                  | Hora 20                        | Presentador            | La Red      |
| 2011-2015                  | Mañaneros                      | Panelista              | La Red      |
| 2015-2019                  | La mañana de Chilevisión       | Panelista              | Chilevisión |
| 2015-2019                  | Pabellón de la Construcción TV | Conductor              | Chilevisión |
| 2016                       | Elige una carta                | Conductor              | Vive        |
| 2018-2019                  | La noche es nuestra            | Animador               | Chilevisión |
| 2019                       | Viva la pipol                  | Animador               | Chilevisión |
| 2020                       | Bienvenidos                    | Panelista              | Canal 13    |
| 2021-2024                  | Toc Show                       | Panelista              | TV+         |
| 2023                       | Buenos días a todos            | Conductor reemplazante | TVN         |
| 2024                       | Salú por eso                   | Panelista              | TV+         |
| 2024-2025                  | ¡Hay que decirlo!              | Panelista              | Canal 13    |

#### Programas radiales
| Año           | Programa                       | Rol       | Radioemisora       |
| ------------- | ------------------------------ | --------- | ------------------ |
| 1997-1998     | Pauta Diaria                   | Conductor | Radio Zero         |
| Página Zero   | Conductor                      |           | Radio Zero         |
| 2007-2009     | Mesa de Noticias               | Conductor | El Conquistador FM |
| 2010-2013     | Protagonistas de la actualidad | Conductor | Radio Oasis        |
| 2015-2018     | No somos nada                  | Conductor | El Conquistador FM |
| 2019-presente | 1+1,3                          | Conductor | El Conquistador FM |

#### Otros
| Año  | Programa              | Rol          | Canal    |
| ---- | --------------------- | ------------ | -------- |
| 2015 | Vértigo 2015          | Invitado     | Canal 13 |
| 2020 | Bailando por un sueño | Participante | Canal 13 |